# Zimski kup Zagrebačkog nogometnog podsaveza 1934./35.
Zimski kup Zagrebačkog nogometnog podsaveza 1934./35. bilo je nogometno kup natjecanje koje je organizirao Zagrebački nogometni podsavez. Sudjelovalo je osam momčadi: tri državna ligaša, Građanski, HAŠK i Concordia, te pet prvorazrednih, drugorazrednih i trećerazrednih klubova Zagrebačkog nogometnog podsaveza: Makabi, Policijski, Šparta, ZET i Željezničar. Natjecanje je započelo 27. siječnja 1935. godine, a završilo 10. ožujka 1935. godine. Kup je osvojio Građanski nakon dvije odigrane završne utakmice protiv Concordije.

## Rezultati

### Četvrtzavršnica
| Datum              | Grad   | Momčad 1    | Momčad 2   | rezultat |
| ------------------ | ------ | ----------- | ---------- | -------- |
| 27. siječnja 1935. | Zagreb | Concordia   | Policijski | 3:0      |
| 27. siječnja 1935. | Zagreb | HAŠK        | ZET        | 6:1      |
| 10. veljače 1935.  | Zagreb | Željezničar | Šparta     | 4:2      |
| 10. veljače 1935.  | Zagreb | Građanski   | Makabi     | 6:1      |

### Poluzavršnica
| Datum             | Grad   | Momčad 1  | Momčad 2    | rezultat |
| ----------------- | ------ | --------- | ----------- | -------- |
| 17. veljače 1935. | Zagreb | Concordia | Željezničar | 4:0      |
| 24. veljače 1935. | Zagreb | Građanski | HAŠK        | 3:0      |

### Završnica
| Datum            | Grad   | Momčad 1  | Momčad 2  | rezultat |
| ---------------- | ------ | --------- | --------- | -------- |
| 3. ožujka 1935.  | Zagreb | Građanski | Concordia | 1:1      |
| 10. ožujka 1935. | Zagreb | Concordia | Građanski | 0:2      |

## Statistika
Ukupno je odigrano 8 utakmica na kojima je postignuto 34 pogodaka (4,25 po utakmici). Sve utakmice ukupno je gledalo 12.000 gledatelja (1500 gledatelja po utakmici). Najgledanija utakmica bila je prva utakmica završnice na Igralištu Građanskog: Građanski - Concordia 1:1 (3000 gledatelja). 

## Zanimljivo
Prvu završnu utakmicu (Građanski - Concordia 1:1) zbog štrajka sudaca, sudio je po obostranom pristanku momčadi, bivši reprezentativac Dragutin Braco Babić.